# Kohlenstaubfeuerung
Kohlenstaubfeuerung ist ein Staubfeuerungsverfahren zur Erzeugung thermischer Energie aus gemahlener Kohle. Das Verfahren kommt vorwiegend in Großkraftwerken zur Anwendung. Aufgrund steigender Energiepreise wird das Verfahren auch in kleineren Anlagen (Feuerung von Wasserrohrkesseln oder Zementmühlen, Trocknungsöfen) eingesetzt.

## Verfahren
Die Kohle wird in einer Mahlanlage gemahlen und getrocknet. Anschließend wird sie entweder in einem Zwischenbunker gespeichert (indirekte Feuerung) oder direkt aus dem Mühlenausgang (Sichter) pneumatisch zu den Kohlenstaubbrennern gefördert (direkte Feuerung). In modernen Großkraftwerken (200 MW–1350 MW) sind direkte Staubfeuerungen heute die Regel. Indirekte Feuerungen findet man häufig in Zementwerken oder bei kleineren Dampfkesseln.
Durch das Aufmahlen der Kohle vergrößert sich ihre Oberfläche so stark, dass eine schnelle Verbrennung im Feuerungsraum gewährleistet ist. Aufgrund der kurzen Reaktionszeiten mit der Verbrennungsluft ist im Gegensatz zur Rostfeuerung der gespeicherte Energieinhalt in der Feuerung sehr gering. Die Hauptvorteile der Kohlenstaubfeuerung sind sowohl ihr besserer Wirkungsgrad (hoher Ausbrand der Kohle, niedrigerer Luftüberschuss) sowie die bessere (schnellere) Regelbarkeit der Feuerungsleistung und geringere Stickoxidbildung. 

### Rohstoff
Die Aufmahlung sowie die Korngröße der Kohleteilchen hängen von der eingesetzten Kohle ab. Als wichtigste Vertreter seien hier genannt:
- Steinkohle (Aufmahlung in vertikalen Schüsselmühlen mit einer Austrittskorngröße von 70 µm und einer Austrittstemperatur von ca. 100 °C)
- Braunkohle (Aufmahlung in Schlagradmühlen mit einer Austrittskorngröße von 100 µm bis zu 1000 µm und einer Austrittstemperatur von ca. 250 °C)

Zum Brenner gefördert wird die Kohle in direkten Feuerungen in einem Massenverhältnis Luft zu Kohle von ca. 2. Bei indirekten Feuerungen ist dieses Verhältnis z. T. deutlich kleiner (bis 0,1).
Die Kohle wird in Kohlemühlen gemahlen. Aufgrund der Bildung explosionsfähiger Stäube müssen Explosionsschutzmaßnahmen (z. B. Inertisierung der Mühle) eingehalten werden. Der Kohlenstaub wird pneumatisch zu dem Kohlenstaubbrenner gefördert. Der Brenner dosiert den Kohlenstaub sowie die Verbrennungsluft in den Feuerungsraum. Das Anfahren des Kessels und das Erwärmen der Ausmauerung auf die Zündtemperatur des Kohlenstaubs erfolgt mit einem Zündbrenner, der mit Erdgas oder Heizöl befeuert wird.

### Brenner
Es gibt zahlreiche Brennerformen und Ausführungen der Luftzuführung (sogenannte Luftstufungen), um die Verbrennung möglichst schadstoffarm zu gestalten. Häufigstes Ziel ist hierbei die Absenkung der Brennertemperatur zur Verringerung der Stickoxid-Bildung. Eine Kohlenstaubfeuerung besteht aus Gruppen von Kohlenstaubbrennern (meist in Ebenen am Kessel angebracht). In der Regel speist eine Mühle eine Gruppe von mehreren Brennern in einer Ebene. Ein Großkessel kann eine Höhe von über 150 m erreichen. Die Kohlenstaubfeuerung befindet sich im unteren Teil des Kessels (bis ca. 40 m) aufgeteilt in ca. 3–6 Ebenen, welche jeweils einige Meter übereinander angeordnet sind.

### Feuerung
Die Kohlenstaubfeuerung wird vorwiegend in Kraftwerken zur Dampferzeugung angewandt. Hier gibt es mehrere Varianten, die im Wesentlichen durch die Anordnung der Kohlenstaubbrenner charakterisiert sind:
Tangentialfeuerung
Bei dieser Feuerungsart sind die Brenner rund um den Kessel angebracht und so ausgerichtet, dass die eingetragene Kohle aller Brenner einer Ebene in einer spiralförmigen Bahn im Kessel aufsteigt.  Vorteile dieser Feuerungsart ist der lange (spiralförmige) Ausbrandweg.
Wandfeuerung
Bei dieser Feuerungsart sind die Brenner an einer Wand angebracht (Einseitenfeuerung) oder auch an gegenüberliegenden Seiten (Doppelwandfeuerung). Manchmal sind die Brenner der gegenüberliegenden Seiten auch gegeneinander versetzt (Boxerfeuerung). Wandfeuerungen haben den Vorteil, dass man die Flamme näher am Brenner kontrollieren kann. Somit ist eine variablere Luftführung möglich.
Die meisten Feuerungen sind heutzutage Trockenfeuerungen. Dies bedeutet, dass die Brennraumtemperatur unter dem Schmelzpunkt der Schlacke liegt. Ältere Anlagen sind als Schmelzkammerfeuerung ausgelegt. Eine noch häufig in den USA verwendete Feuerungsart ist die Zyklonfeuerung, welche die Kohle im Brenner (Zyklonbrenner) verbrennt und ebenfalls eine Schmelzfeuerung ist.
Moderne Kohlestaubfeuerungen von Kohlekesseln haben ca. 4–10 Mühlen pro Kessel und 16 – 40 Brenner. Eine solche Feuerung verbrennt zwischen 100 t und 400 t Kohle pro Stunde.

### Asche
Die bei der Feuerung anfallende Asche sinkt entweder nach unten oder wird mit dem Rauchgas aus dem Dampferzeuger ausgetragen. Bei der Austragung in trockener Form spricht man von der Trockenentaschung. Eine besondere Bauform ist die Schmelzkammerfeuerung. Hierbei wird die Feuerraumtemperatur so hoch gewählt, dass die Asche flüssig (als Schlacke) abgezogen werden kann. Zur Abscheidung der Flugasche aus dem Rauchgas werden in der nachgeschalteten Rauchgasreinigung oft Elektrofilter oder Gewebefilter verwendet.

## Geschichte und Verwendung
Die erste Kohlenstaubfeuerung wurde Anfang des 20. Jahrhunderts in den USA gebaut. Es werden derzeit jedes Jahr über hundert dieser Kohlegroßfeuerungsanlagen errichtet, die meisten in Indien und China.
Neben dem Einsatz stationär betriebener Anlagen wurde die Kohlenstaubfeuerung auch bei Dampflokomotiven eingesetzt. Hier hat sie sich wegen der dauernd zu ändernden Brennerleistung nicht durchsetzen können. Da bei einer Dampflok die Feuerung dauernd reguliert werden muss und die Kohlestaubfeuerung keine Energie einspeichert, kann nie eine optimale Verbrennungsleistung erreicht werden.
Das deutsche Frachtschiff Nicea wurde 1934 auf Kohlenstaubfeuerung umgestellt. Die Technik konnte sich jedoch auch hier nicht durchsetzen, zumal der Dampfantrieb in der Schifffahrt in der Folgezeit durch Schiffsdieselmotoren abgelöst wurde.

## Wirtschaftlichkeit und Verwendung
Mit der starken Verteuerung der Energieträger Öl und Gas hat sich die Staubfeuerung auch in kleineren und mittleren Feuerungsanlagen etabliert. Neben kommunalen und industriellen Heiz- und Heizkraftwerken wird Braunkohlenstaub (BKS) überwiegend in der Asphalt-, Zement- und Kalkindustrie eingesetzt. Diese dezentralen Anlagen haben in der Regel keine eigene Braunkohleaufbereitung, sondern lagern fertigen Braunkohlenstaub in explosionsgesicherten Silos. Die Anlieferung des Brennstoffes vom Betrieb der Kohleveredlung zum Verbraucher erfolgt durch Silo-Lkws oder Eisenbahnwaggons. Diese Feuerungsanlagen haben Leistungen von ca. 5 bis 15 MW und können traditionelle Energieträger der Industrie in gewissen Bereichen ersetzen.

## Entwicklungen
Braunkohlenstaubfeuerungen (BKS-Feuerung) in Kombination mit industriellen Kesselanlagen werden in Pilotprojekten in Europa auch in CO2-armer oder sogar -freier Ausführung erprobt. In direkter Nachbarschaft zum Kraftwerk Schwarze Pumpe in der Niederlausitz war ein mit Braunkohlestaub gefeuerter 30 MW-Dampfkessel in Betrieb, dem reiner Sauerstoff zur Verbrennung zugeführt wurde. Als Abgas erhält man nach der Kondensation des Wasserdampfes fast reines CO2, das kondensiert (verflüssigt) wird. Dies erlaubt dann die Deponierung der Abgase untertage.